# Taťjana Michajlovová
Taťjana Michajlovová (rusky Татьяна Міхайлова, bělorusky Тацяна Міхайлава, Tacjana Michajlava; * 18. ledna 1987 Minsk, Běloruská SSR, SSSR) je běloruská rychlobruslařka.
Roku 2005 se zúčastnila Zimní univerziády, mezi lety 2006 a 2008 nezávodila. Na mezinárodní scénu se vrátila v roce 2010, kdy začala startovat ve Světovém poháru. Zúčastnila se Zimních olympijských her 2018 (závod s hromadným startem – vyřazena v semifinále). Na Mistrovství Evropy 2020 získala bronzovou medaili ve stíhacím závodě družstev.
Jejím manželem je rychlobruslař Vitalij Michajlov.